# 中華民國—辛巴威關係
中華民國與辛巴威共和國無正式外交關係，目前也沒有在對方首都互設具大使館功能的代表機構。對辛巴威的相關事務由駐南非共和國臺北聯絡代表處兼轄。

## 政治

### 外交

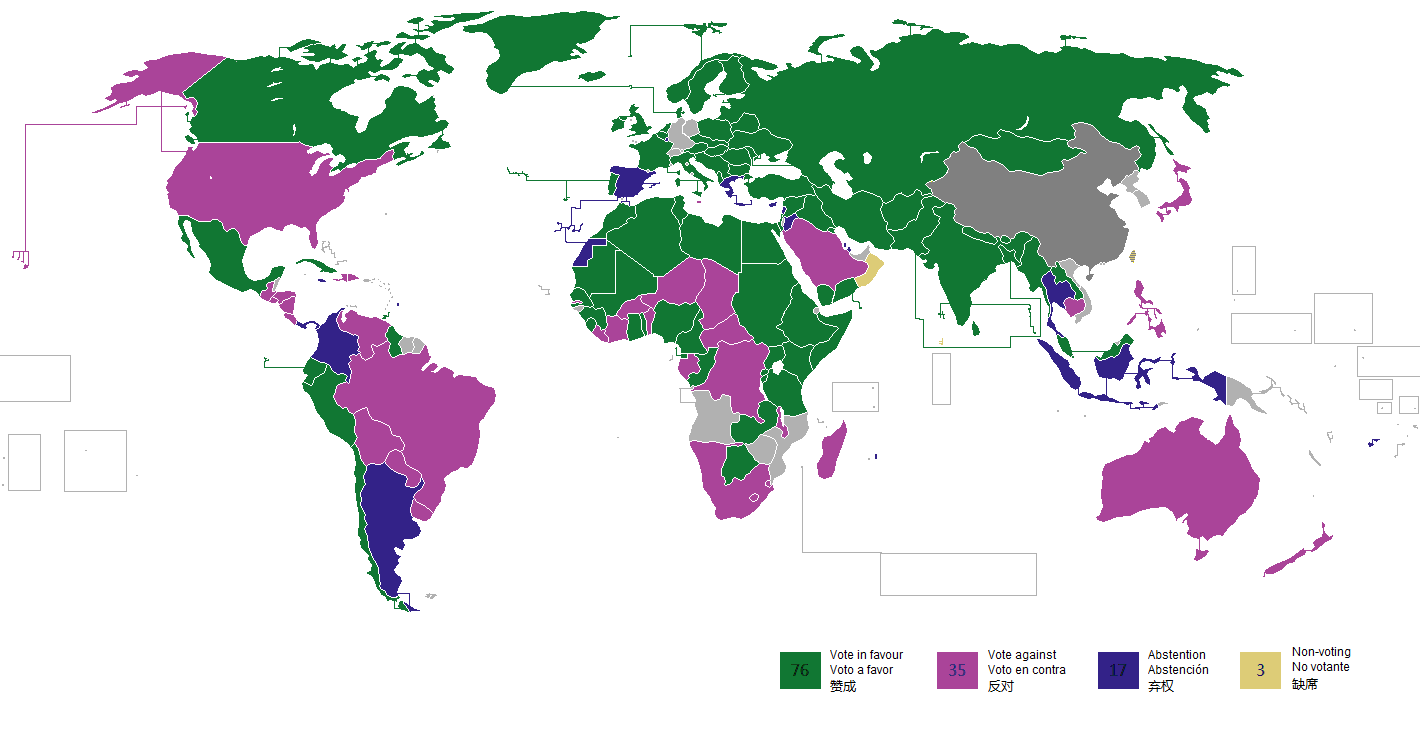
灰色國家表示非聯合國會員國，辛巴威當時是英國的殖民地（1965年單方面獨立為羅德西亞共和國），因此不能對中華民國續留聯合國一案參與投票，即《聯合國大會2758號決議》。

辛巴威的前身羅德西亞在1965年單方面宣佈獨立後，中華民國與羅德西亞有非官方往來，1970年代，羅德西亞共和國情報總局長胡樂華曾訪問中華民國。
2005年3月25日，津巴布韦支持中華人民共和國通过《反分裂國家法》、支持「一个中国」政策，认为台湾是中国领土的一部份，并支持中国以一国两制解决台湾问题。

## 經濟

### 貿易
| 年分 | 貿易總額   | 貿易總額 | 貿易總額 | 出口至辛巴威 | 出口至辛巴威 | 出口至辛巴威 | 自辛巴威進口 | 自辛巴威進口 | 自辛巴威進口 | 順逆差  |
| 年分 | 金額       | 年增減   | 排名     | 金額         | 年增減       | 排名         | 金額         | 年增減       | 排名         | 順逆差  |
| ---- | ---------- | -------- | -------- | ------------ | ------------ | ------------ | ------------ | ------------ | ------------ | ------- |
| 2017 | 21,239,741 | ▲177.2%  | 126      | 2,064,033    | ▲7.9%        | 160          | 19,175,708   | ▲233.5%      | 102          | 逆差▲   |
| 2018 | 30,591,204 | ▲44.0%   | 118      | 2,642,090    | ▲28.0%       | 157          | 27,949,114   | ▲45.8%       | 92           | 逆差▲   |
| 2019 | 12,776,452 | ▼58.2%   | 138      | 1,757,888    | ▼33.5%       | 165          | 11,018,564   | ▼60.6%       | 107          | 逆差▼   |
| 2020 | 6,747,270  | ▼47.2%   | 152      | 1,704,646    | ▼3.0%        | 165          | 5,042,624    | ▼54.2%       | 123          | 逆差▼   |
| 2021 | 7,992,784  | ▲18.5%   | 156      | 1,949,248    | ▲14.3%       | 169          | 6,043,536    | ▲19.8%       | 122          | 逆差▲   |
| 2022 | 12,126,854 | ▲51.7%   | 136      | 2,303,094    | ▲18.2%       | 163          | 9,823,760    | ▲62.6%       | 111          | 逆差▲   |
| 2023 | 3,138,767  | ▼74.1%   | 173      | 2,058,558    | ▼10.6%       | 165          | 1,080,209    | ▼89.0%       | 155          | 順差 -- |
| 2024 | 13,140,395 | ▲318.6%  | 142      | 3,662,999    | ▲77.9%       | 155          | 9,477,396    | ▲777.4%      | 114          | 逆差 -- |

2023年的兩國貿易項目如下：
出口至辛巴威的前10大項目為：稻米；電話機（包括智能手机），以及其他傳輸或接收聲音、圖像之有線或无线网络通訊器具；塑料板、片、箔、薄膜與扁條，未與其他物質結合者；金屬加工機床、金屬或金屬碳化物加工用壓床；碟片、磁带、固態非揮發性儲存裝置、智慧卡與其他錄音或錄製之媒體；印刷版、滾筒與其他印刷組件之印刷机以及打印机、复印机與傳真機；橡膠或塑料加工機或以此類原料製造產品之機械；針織或鉤針織圈絨織物；其他針織或鈎針織品；特殊物品，含出口未超過5萬新臺幣之小額報單與其他零星物品等。
自辛巴威進口的前10大項目為：烟叶；電話機（包括智能手机），以及其他傳輸或接收聲音、圖像之有線或无线网络通訊器具；種植用種子、果实與孢子；特殊物品，含進口未超過5萬新臺幣之小額報單與其他零星物品；鑄幣；寶石（不包括钻石）與次寶石；醫藥製劑；花束用或裝飾用之切花與花蕾；未經化學改質之固定性植物油脂及其餾分物；精油、萃取含油樹脂、精油脫萜所得之萜副產品、精油之水餾液與水溶液等。

### 組織
目前在辛巴威無臺商或臺僑組織。

### 交流
2011年9月19日，辛巴威經濟企劃暨投資促進部部長、全國商業總會主席，以及部長特別助理等人，抵台並訪問中華民國對外貿易發展協會（外貿協會）。

## 司法

### 犯罪事件
1名辛巴威籍男子從1991年起，就假冒多種身分詐騙台灣女子，2003年1名受害女老師指控其惡行，台北縣警方循線將他逮捕，發現前後騙了11名女子，每人被騙約200萬新台幣，後來臺北地方法院判他4年10個月有期徒刑。2008年出獄便驅逐出境，數月後，改名並持英國護照再度入境，繼續犯案，2年間又騙了7名女子。桃園地方法院檢察署還發現，2007年他在獄中，還曾寫信恐嚇他的台灣前妻，威脅要捏造前妻是台灣的塔利班組織成員，向英國政府舉發，桃園地方法院就以詐欺、恐嚇等罪嫌，判處有期徒刑6年，執行完畢後驅逐出境。

## 簽證

持中華民國護照的中華民國國民簽證要求分布圖：入境辛巴威可以電子簽證。

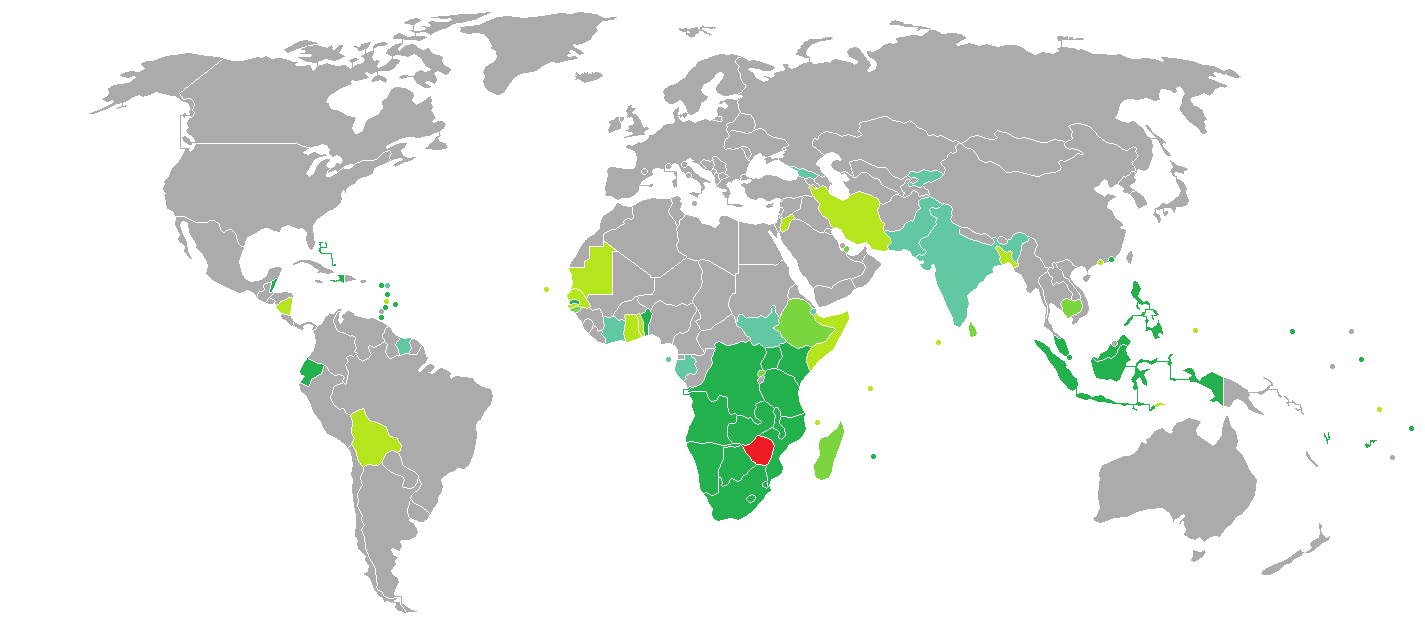
持辛巴威護照的辛巴威人口簽證要求分布圖：入境中華民國需要簽證。

兩國國民皆須申請簽證方可入境對方國家。持中華民國護照的中華民國國民前往辛巴威短期觀光、商務、過境可至該國移民局（Department of Immigration）電子簽證網頁申請簽證。經由南非國際機場轉機入出境辛巴威，不需申辦南非過境簽證；若出機場再轉搭陸上交通工具前往辛巴威，因已實際入境南非，故須申辦南非簽證。
持辛巴威護照的辛巴威國民抵台參加由中央政府機關主辦、協辦或贊助之國際會議、運動賽事、商展或其他活動，可以電子簽證入境中華民國，停留最多30天並不得延期。

## 交通

### 航空

#### 客運
兩國無直航班機，可經由（不計航點遠近，截至2023年6月30日）：
- 臺北→杜拜、法蘭克福（季節性飛辛巴威），再轉機前往辛巴威的國際機場（英语：List of airports in Zimbabwe）。

## 外部連結
- 中華民國外交部－辛巴威共和國簡介 （页面存档备份，存于）
- 駐南非共和國台北聯絡代表處
- 外交部領事事務局－國外旅遊警示分級表
- 中華民國衛生福利部－國際旅遊疫情建議等級
- 中華民國國際經濟合作協會 （页面存档备份，存于）